# Jordan Morris
Jordan Morris (* 26. Oktober 1994 in Seattle, Washington) ist ein US-amerikanischer Fußballspieler, der bei den Seattle Sounders unter Vertrag steht.

## Spielerkarriere

### Jugend und College
Morris spielte von 2009 bis 2012 bei dem Jugendfußballklub Eastside FC aus Seattle Vorort Preston. 2012 wechselte er für eine Saison an die Seattle Sounders FC Academy, welche die Jugend- und Entwicklungsbasis des Major League Soccer Franchises Seattle Sounders darstellen. Am 6. Februar 2013 unterzeichnete Morris einen Vertrag mit der Stanford University.
In seinem ersten Jahr mit Cardinal stand er bei allen 21 Spielen auf dem Platz und erzielte 6 Tore. Er erreichte mit der Mannschaft zusammen die Qualifikation zur NCAA Division I Men's Soccer Championship. Dieses hatte Stanford seit 2009 nicht mehr geschafft. Am Ende der Saison wurde er in die beste Auswahl der Liga, die All-Pac-12, berufen.
Am 8. Januar 2016 erhielt Morris die Hermann Trophy und wurde damit als bester College-Fußballspieler des Landes ausgezeichnet.
Neben dem College spielte Morris für die Seattle Sounders FC U-23 in der Premier Development League.

### Seattle Sounders
Am 5. Januar 2016 gab Morris bekannt sein letztes Jahr auf dem College nicht anzutreten, sondern direkt in den Profi-Fußball zu wechseln. Zu dieser Zeit hatte er auch ein Probetraining bei Werder Bremen. Bremen signalisierte Interesse an einer Verpflichtung, Morris sprach sich aber für eine Profikarriere in den USA aus. Am 21. Januar 2016 unterzeichnete er bei den Seattle Sounders einen Vertrag als Homegrown Player.
Am 23. Februar 2016 spielte er sein Debüt im CONCACAF-Champions-League-Spiel gegen Club América. 2021 wurde er an Swansea City verliehen.

### Nationalmannschaft
Am 22. Mai 2013 wurde Morris in den Kader der U-20 Nationalmannschaft der USA berufen, welche beim Turnier von Toulon 2013 angetreten ist. Dort absolvierte er drei Einsätze. Am 6. August 2014 stand er für einen Einsatz der U-23-Nationalmannschaft auf dem Platz.
Am 28. August 2014 wurde Morris als erster Spieler einer College-Mannschaft seit 1999 in den Kader der A-Nationalmannschaft berufen. Sein Debüt gab er am 18. November 2014 in einem Freundschaftsspiel gegen Irland. In seinem dritten Länderspiel erzielte er am 15. April 2015 gegen Mexiko sein erstes Länderspieltor.

## Erfolge

### Als Spieler
- First Team All-Pac-12: 2013, 2014, 2015
- Pac-12 Player of the Year: 2015
- Hermann Trophy: 2015

### Stanford Cardinal
- Pac-12 Conference: 2015
- NCAA Division I Men's Soccer Championship: 2015